# Nguyễn Văn Tâm (Hà Nội)
Nguyễn Văn Tâm (1941–2019) là một chính khách Việt Nam, nguyên Bí thư Tỉnh ủy, Chủ tịch Hội đồng nhân dân tỉnh Hà Tây, đại biểu Quốc hội Việt Nam khóa IX.

## Thân thế
Nguyễn Văn Trân sinh ngày 1 tháng 11 năm 1941, quê quán thôn Bình Vọng, xã Văn Bình, huyện Thường Tín, thành phố Hà Nội.

## Sự nghiệp
Từ tháng 9 năm 1960 đến tháng 11 năm 1968: Giáo viên, Hiệu trưởng trường cấp 2, Thường Tín, Hà Tây.
Từ tháng 12 năm 1968 đến tháng 9 năm 1972: Sinh viên Trường Đại học Sư phạm Hà Nội 2.
Từ tháng 10 năm 1972 đến tháng 12 năm 1973: Giáo viên Trường trung cấp Sư phạm Hà Tây.
Từ tháng 1 năm 1974 đến tháng 8 năm 1977: Cán bộ Ban Tổ chức Tỉnh ủy Hà Sơn Bình.
Từ tháng 9 năm 1977 đến tháng 8 năm 1980: Nghiên cứu sinh Trường Đảng cao cấp Nguyễn Ái Quốc.
Từ tháng 9 năm 1980 đến tháng 2 năm 1984: Tỉnh ủy viên, Phó Ban Tổ chức Tỉnh ủy Hà Sơn Bình
Từ tháng 3 năm 1984 đến tháng 10 năm 1986: Tỉnh ủy viên, Bí thư Huyện ủy Phú Xuyên
Từ tháng 11 năm 1986 đến tháng 12 năm 1989: Ủy viên Ban Thường vụ Tỉnh ủy, Trưởng ban Tuyên giáo Tỉnh ủy, Bí thư Đảng ủy Dân chính Đảng tỉnh Hà Sơn Bình
Từ 1 năm 1990 đến 3 năm tháng 1992: Ủy viên Ban Thường vụ Tỉnh ủy, Trưởng ban Tổ chức Tỉnh ủy, Ủy viên Ủy ban kiểm tra Tỉnh ủy Hà Tây.
Từ 4 năm 1992 đến 3 năm tháng 1996: Phó Bí thư Tỉnh ủy, Chủ tịch Hội đồng nhân dân tỉnh Hà Tây, đại biểu Quốc hội khóa IX.
Từ tháng 4 năm 1996 đến tháng 12 năm 2000: Ủy viên Ban Chấp hành Trung ương Đảng, Bí thư Tỉnh ủy Hà Tây.
Tháng 11 năm 2002, ông nghỉ hưu.
Nguyễn Văn Tâm từ trần hồi 23 giờ 00 phút ngày 23 tháng 01 năm 2019 (tức ngày 18 tháng Chạp, năm Mậu Tuất), hưởng thọ 79 tuổi.

## Khen thưởng
- Huân chương Kháng chiến chống Mỹ hạng Ba
- Huy hiệu 50 năm tuổi Đảng
- Huân chương độc lập hạng Ba